# Corus (geslacht)
Corus is een kevergeslacht uit de familie van de boktorren (Cerambycidae). De wetenschappelijke naam van het geslacht werd voor het eerst geldig gepubliceerd in 1888 door Pascoe.

## Soorten
Corus omvat de volgende soorten:
- Corus albithorax Breuning, 1960
- Corus albomarmoratus Breuning, 1949
- Corus breuningi Lepesme, 1943
- Corus burgeoni (Breuning, 1935)
- Corus cachani Breuning, 1962
- Corus caffer (Fåhraeus, 1872)
- Corus collaris (Chevrolat, 1856)
- Corus corticarius (Hintz, 1910)
- Corus costiger (Quedenfeldt, 1883)
- Corus cretaceus (Chevrolat, 1858)
- Corus cylindricus (Breuning, 1935)
- Corus exiguus Breuning, 1939
- Corus fasciculosus (Aurivillius, 1903)
- Corus flavus (Breuning, 1935)
- Corus laevepunctatus Breuning, 1938
- Corus laevidorsis Kolbe, 1893
- Corus laevifrons Breuning, 1947
- Corus latus Breuning, 1938
- Corus leonensis (Breuning, 1935)
- Corus lesnei (Breuning, 1936)
- Corus luridus Breuning, 1938
- Corus microphthalmus Hunt & Breuning, 1957
- Corus moisescoi Lepesme, 1946
- Corus monodi Lepesme & Breuning, 1953
- Corus nyassanus Breuning, 1938
- Corus obscurus Breuning, 1938
- Corus olivaceus Breuning, 1969
- Corus parallelus (Breuning, 1935)
- Corus parvus Breuning, 1938
- Corus plurifasciculatus Breuning, 1950
- Corus pseudocaffer (Breuning, 1936)
- Corus pseudocostiger (Breuning, 1936)
- Corus raffrayi Breuning, 1970
- Corus rougeoti (Breuning, 1977)
- Corus strandiellus (Breuning, 1935)
- Corus thoracalis (Jordan, 1894)
- Corus tubericollis Breuning, 1981